# Yun Suk-Young
Yun Suk-Young (koreanska: 윤 석영), född den 13 februari 1990 i Gwangyang, Sydkorea, är en sydkoreansk fotbollsspelare som spelar för Gangwon FC. 
Yun Suk-Young tog OS-brons i herrfotbollsturneringen vid de olympiska fotbollsturneringarna 2012 i London.